# Ochropleura obscura
Ochropleura obscura là một loài bướm đêm trong họ Noctuidae.